# Паннонський серединний масив
Паннонський серединний масив (рос. Паннонский срединный массив; англ. Pannonian median massif, нім. Pannonmittelmassiv n) — геологічна структура на Півдні Європи. Є жорстким й відносно стабільним центральним ядром Динаро-Карпатської складчастої області, оточене Динарською і Карпатською складчастими системами. Утворився на початку крейдового періоду. На території України розміщена крайня південно-східна частина Паннонського серединного масиву, занурена під осадовий чохол Закарпатського прогину.